# Conseil des échansons de France
 (mars 2025).
 (mars 2025).
Motif : Insuffisance en matière de sources secondaires requises. Cf WP:CAA 
- Archive Wikiwix
- Bing
- Cairn
- DuckDuckGo
- E. Universalis
- Gallica
- Google
- G. Books
- G. News
- G. Scholar
- Persée
- Qwant
- (zh) Baidu
- (ru) Yandex
- (wd) trouver des œuvres sur Wikidata

| 1. | Préciser le motif de la pose du bandeau. | Précisez le motif de la pose du bandeau en utilisant la syntaxe suivante : {{admissibilité à vérifier\|date=mars 2025\|motif=remplacez ce texte par le motif}}                                       |
| 2. | Informer les utilisateurs concernés.     | Pensez à avertir le créateur de l'article, par exemple, en insérant le code ci-dessous sur sa page de discussion : {{subst:avertissement admissibilité à vérifier\|Conseil des échansons de France}} |

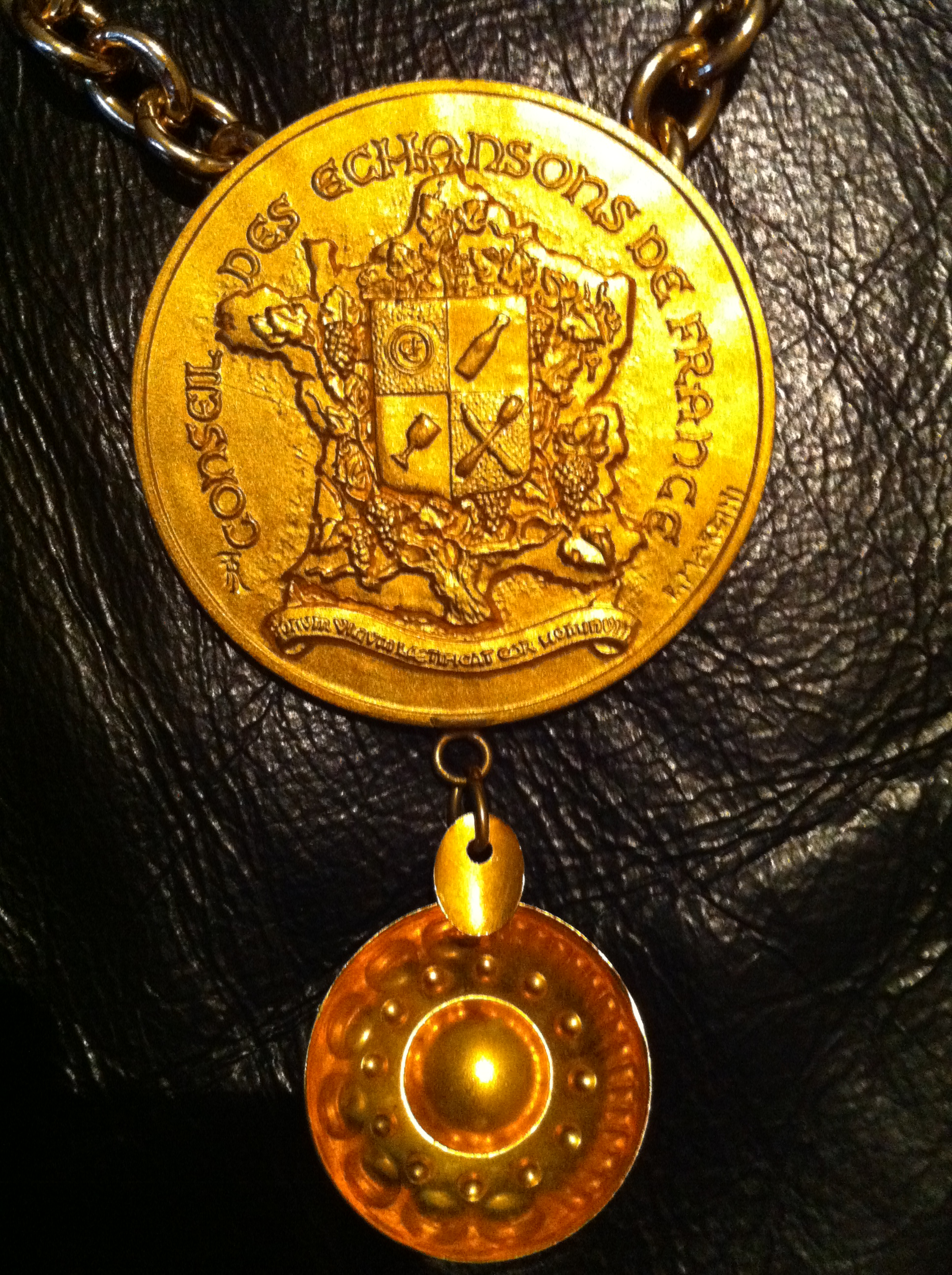
Médaille de Grand Officier des Échansons de France

Le Conseil des échansons de France est une confrérie bachique qui a pour mission la promotion et la défense des appellations gastronomiques et viticoles d’Origine françaises, aussi bien en France qu’à l’international. La confrérie est propriétaire du domaine viticole Château Labastidié. Son siège se situe au musée du Vin de Paris / Caveau des Échansons. La confrérie du Conseil des échansons de France est affiliée à la Fédération internationale des confréries bachiques. 

## Historique
La confrérie du Conseil des échansons de France est née en 1954 et doit sa création à Claude Josse, grand passionné de l’histoire de la viticulture française, d’œnologie et de gastronomie.
Celui-ci, appelé « grand Chancelier des Échansons de France » est depuis plus de 40 ans le président de la confrérie et le gardien des traditions et du savoir historique de l’art du vin français.
Chaque Échanson de France a le « devoir de faire rayonner à la fois en France mais aussi au-delà des frontières l'art de la vigne, l'art du vin et l'art de la table français ».
Il apparait étonnant que Claude JOSSE soit depuis 40 ans président de la Confrérie et qu’il soit à l’origine de sa création. Claude JOSSE est né en 1943 et a fêté ses 25 ans de présidence en 2008.

## Tradition
Dans un souci permanent de préservation du patrimoine français et des traditions gastronomiques et œnologiques françaises, le Conseil des Échansons de France rassemble depuis ses débuts en son siège au musée du Vin de Paris / Caveau des Échansons une collection pour laquelle il s’emploie à acquérir, restaurer, préserver, entretenir, présenter, expliquer, archiver, répertorier, inventorier, classifier, effectuer des recherches historiques sur tout ce qui touche de près à la vigne, la viticulture, le vin et la gastronomie depuis ses origines jusqu’à nos jours. Mais aussi promouvoir, enseigner et transmettre le savoir-faire français dans l’élaboration de grands vins.

## Organisation
Pour être élevé au rang d'Échanson de France, il est nécessaire d'être coopté par ses pairs pour des travaux, des mérites et des connaissances œnologiques et/ou viticoles prouvées et reconnues par eux à l'occasion d'un chapitre solennel d'intronisation. Le "garde du sceau" de la confrérie s'assure que les règles d'admission sont bien respectées et prend acte, au nom de tous, dans un registre que ce nouveau membre est maintenant Échanson.
Un Échanson de France peut être un professionnel d'élite de la vigne et du vin ou un amateur très éclairé et méritant pour ses travaux, ses compétences et ses connaissances. Lors de son intronisation au premier grade de la confrérie (grade de "Compaignon"), après que le Grand Chancelier ait appelé sur eux, la bénédiction de Bacchus et de saint Vincent et que l'impétrant se soit plié aux rituels, celui-ci se voit décerner le titre honorifique de "Compaignon des Échansons de France", matérialisé lors de la cérémonie par une médaille argentée représentant le blason des Échansons ainsi qu'un diplôme au nom du récipiendaire. Cette distinction est une récompense reconnaissant que les compétences et les qualités œnologiques du nouveau "Compaignon" sont conformes aux traditions et engagements mutualistes des Echansons de France.
Les grades d'"Officier", de "Grand Officier" s'obtiennent avec le temps et le dévouement aux causes de la confrérie. Les Échansons professionnels ont les grades de "Maistre Echanson", "Grand Bouteiller", "Grand Pipetier", "Grand Argentier". Le Conseil des Échansons de France est représenté à l'étranger par des ambassades permanentes nommées des "Prévôtés" qui ont elles-mêmes leurs ambassadeurs nommés "Prévôts".
Liste alphabétique des pays où se trouvent une Prévôté des Échansons de France
- Belgique
- Burkina Faso
- Bénin
- Canada
- Égypte
- Gabon
- Liban
- Madagascar
- La Réunion
- Sénégal

## Le blason
Le blason représente la carte de France avec un bas-relief de pied de vigne qui grimpe et s'étale sur l'ensemble du territoire en donnant naissance à une grappe de raisin à l'emplacement géographique de chaque région viticole pour représenter l'art de la vigne. Au centre de la France un écusson représente dans une diagonale l'art de la table par une assiette et des couverts, et dans l'autre diagonale l'art du vin par une bouteille et un verre à vin. Le tout est souligné par un bandeau qui reprend l'épigraphe : Bonum vinum laetificat cor Hominum.

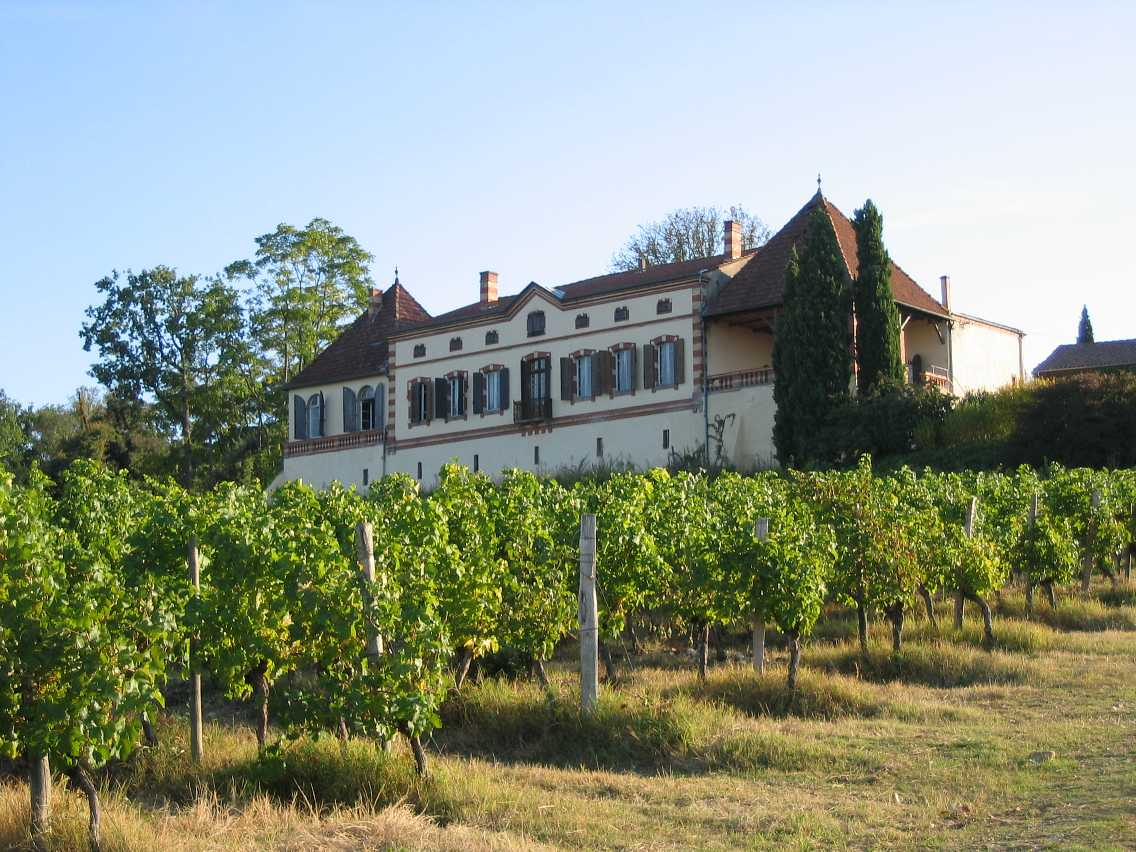
Château Labastidié

## Les chapitres
Les Échansons tiennent régulièrement des assemblées appelées « chapitres ». Certains de ces chapitres sont solennels à l'occasion de la distinction de nouveaux dignitaires et d'autres plus festifs à l'occasion de la fête des vendanges du Château Labastidié, de la Saint-Vincent, patron des vignerons par exemple. Lors de ces chapitres chaque Échanson se pare pour l'occasion de sa tenue d’apparat et de sa médaille due à son rang. Ces chapitres se tiennent souvent dans les celliers du XVe siècle du musée du Vin de Paris / Caveau des Échansons mais aussi dans d’autres lieux nobles où l’art de la vigne, l’art du vin et l’art de la table peuvent être mis à l’honneur.